# 圣乌尔里希阿姆瓦森
圣乌尔里希阿姆瓦森（德語：Sankt Ulrich am Waasen）是奥地利施泰尔马克州莱布尼茨县的一个市镇。总面积10平方公里，总人口787人，人口密度78.7人/平方公里（2005年）。